# Tonino Delli Colli
Pour les articles homonymes, voir Delli.
Tonino Delli Colli, né le 20 novembre 1922 ou 1923 à Rome et mort le 16 août 2005 dans cette ville, est un directeur de la photographie italien.

## Biographie
Il débute à l’âge de 15 ans à Cinecittà comme assistant opérateur avec Ubaldo Arata, Anchise Brizzi et Mario Albertelli. Chef opérateur à 21 ans (Finalmente sí), il signe la photographie d’une cinquantaine de films dont Totò en couleurs, le premier film italien en couleurs.  Il fait une rencontre déterminante avec Pier Paolo Pasolini en 1961 et collabore avec lui sur de nombreux films dont Accattone, le premier film de Pasolini, L'Évangile selon saint Matthieu, Le Décaméron et Salò ou les 120 Journées de Sodome. 
Tonino Delli Colli travaille également avec la plupart des grands réalisateurs de son pays. En particulier, c'est lui qui signe la photographie des trois films les plus importants de Sergio Leone : Le Bon, la Brute et le Truand , Il était une fois dans l'Ouest et Il était une fois en Amérique.  Il est également le directeur photo des trois derniers films de Federico Fellini : Ginger et Fred, Intervista et La voce della luna.  À l'occasion, Delli Colli travaille aussi en France (Lacombe Lucien de Louis Malle, Un taxi mauve d'Yves Boisset).  
Sa carrière s'achève en 1997 avec La vie est belle de Roberto Benigni, qui reçoit l'Oscar du meilleur film étranger.

## Filmographie

### Années 1940
- 1943 : Il paese senza pace (it) de Leo Menardi
- 1944 : Finalmente sì (it) de László Kiss
- 1946 : Trepidazione de Toni Frenguelli (it)
- 1946 : Felicità perduta (it) de Filippo Walter Ratti
- 1946 : O sole mio de Giacomo Gentilomo
- 1947 : Nada
- 1948 : L'Isola di Montecristo
- 1948 : Città dolente
- 1949 : La Strada buia
- 1949 : Néron et Messaline (Nerone e Messalina) de Primo Zeglio
- 1949 : La Mano della morta
- 1949 : Au diable la célébrité (Al diavolo la celebrità) de Mario Monicelli et Steno

### Années 1950
- 1950 : Il voto de Mario Bonnard
- 1950 : Le Retour de Pancho Villa (Io sono il capataz) de Giorgio Simonelli
- 1950 : La Fille de la nuit (Alina) de Giorgio Pàstina
- 1951 : Totò terzo uomo de Mario Mattoli
- 1951 : Il padrone del vapore de Mario Mattoli
- 1951 : Milano miliardaria de Vittorio Metz, Marino Girolami et Marcello Marchesi
- 1951 : Accidenti alle tasse!!
- 1951 : Quelles drôles de nuits (Era lui... sì! sì!)
- 1952 : Gli Undici moschettieri
- 1952 : Les Trois Corsaires (I Tre corsari)
- 1952 : Totò et les femmes (Totò e le donne)
- 1952 : Totò a colori
- 1952 : La Fille du corsaire noir (Jolanda la figlia del corsaro nero) de Mario Soldati
- 1952 : Jeunesse dépravée (Gioventù alla sbarra)
- 1953 : Marquée par le destin (Ti ho sempre amato!)
- 1953 : Le Sac de Rome (Il Sacco di Roma)
- 1954 : Haine, Amour et Trahison (Tradita)
- 1954 : L'Ombre (L'Ombra)
- 1954 : Amours d'une moitié de siècle (Amori di mezzo secolo)
- 1954 : Où est la liberté ? (Dov'è la libertà ?)
- 1955 : Ces demoiselles du téléphone (Le signorine dello 04)
- 1955 : Rosso e nero
- 1955 : Piccola postade Steno
- 1955 : La Femme aux deux visages (L'Angelo bianco)
- 1955 : Accadde al penitenziario
- 1956 : Una Voce una chitarra e un po di luna
- 1956 : L'Intruse (film, 1956) (L'intrusa) de Raffaello Matarazzo
- 1956 : Donatella de Mario Monicelli
- 1957 : Pauvres mais beaux (Poveri ma belli)
- 1957 : L'Impossible Isabelle (La Nonna Sabella)
- 1957 : Beaux mais pauvres (Belle ma povere)
- 1957 : Susanna à la crème (Susanna tutta panna) de Steno
- 1957 : Questo nostro mondo
- 1958 : Adorabili e bugiarde
- 1958 : Les Sept collines de Rome (Arrivederci Roma) de Roy Rowland
- 1958 : Marinai, donne e guai
- 1959 : Premier amour (Primo amore)
- 1959 : Pauvres Millionnaires (film) (Poveri milionari) de Dino Risi
- 1959 : Les Nuits du monde (Il mondo di notte) de Luigi Vanzi
- 1959 : Le cameriere
- 1959 : L'Amico del giaguaro
- 1959 : Femmine tre volte
- 1959 : Venise, la Lune et toi (Venezia, la luna e tu)

### Années 1960
- 1960 : Les Nuits du monde (Il mondo di notte) de Luigi Vanzi
- 1961 : Capitaine Morgan (Morgan il pirata)
- 1961 : Le Voleur de Bagdad (Il ladro di Bagdad)
- 1961 : Accattone
- 1961 : Les Mille et Une Nuits (Le meraviglie di Aladino)
- 1962 : La Nonne de Monza (La monaca di Monza) de Carmine Gallone
- 1962 : I nuovi angeli
- 1962 : Mamma Roma
- 1962 : Le Mercenaire (La congiura dei dieci)
- 1963 : La Belle de Lodi (La bella di Lodi) de Mario Missiroli
- 1963 : Rogopag (Ro.Go.Pa.G.)
- 1963 : Le Bourreau (El verdugo) de Luis García Berlanga
- 1964 : Les Murs de Sanaa (Le mura di Sana)
- 1964 : Amori pericolosi
- 1964 : Le Coq du village (Liolà)
- 1964 : Les Plus Belles Escroqueries du monde
- 1964 : L'Évangile selon saint Matthieu (Il Vangelo secondo Matteo)
- 1964 : Enquête sur la sexualité (Comizi d'amore), de Pier Paolo Pasolini
- 1965 : Des filles pour l'armée (Le soldatesse)
- 1965 : La Mandragore (La mandragola),  d'Alberto Lattuada
- 1966 : Andremo in città
- 1966 : Des oiseaux, petits et gros (Uccellacci e uccellini)
- 1966 : Les Sultans
- 1966 : Le Bon, la Brute et le Truand (Il buono, il brutto, il cattivo)
- 1967 : La Cina è vicina
- 1968 : Fantômes à l'italienne (Questi fantasmi)
- 1968 : La Mafia fait la loi (Il giorno della civetta)
- 1968 : Caprice à l'italienne (Capriccio all'italiana)
- 1968 : Histoires extraordinaires
- 1968 : Pas de roses pour OSS 117 (Niente rose per OSS 117)
- 1968 : Il était une fois dans l'Ouest (C'era una volta il West)
- 1969 : Disons, un soir à dîner (Metti una sera a cena)
- 1969 : Porcherie (Porcile)

### Années 1970
- 1970 : Rosolino Paternò, soldato...
- 1970 : Pussycat, Pussycat, I Love You (en) de Rodney Amateau
- 1971 : Homo eroticus
- 1971 : Le Décaméron (Il Decameron)
- 1971 : Cometogether
- 1972 : Pilgrimage
- 1972 : Los Amigos de Paolo Cavara
- 1972 : Les Contes de Canterbury (I Racconti di Canterbury)
- 1972 : Un homme à respecter (Un Uomo da rispettare)
- 1973 : Histoires scélérates (Storie scellerate)
- 1973 : Péché véniel (Peccato veniale) de Salvatore Samperi
- 1973 : Ce cochon de Paolo (Paolo il caldo)
- 1974 : Mon Dieu, comment suis-je tombée si bas ? (Mio Dio come sono caduta in basso!) de Luigi Comencini
- 1974 : Lacombe Lucien de Louis Malle
- 1975 : Pasqualino (Pasqualino Settebellezze) de Lina Wertmüller
- 1975 : Salò ou les 120 Journées de Sodome (Salò o le 120 giornate di Sodoma) de Pier Paolo Pasolini
- 1976 : Caro Michele
- 1977 : Un taxi mauve d'Yves Boisset
- 1977 : Âmes perdues (Anima persa) de Dino Risi
- 1977 : La Cabine des amoureux (Casotto) de Sergio Citti
- 1977 : Les Nouveaux Monstres (I Nuovi mostri)
- 1978 : Dernier Amour (Primo amore)
- 1978 : D'amour et de sang (Fatto di sangue fra due uomini per causa di una vedova - si sospettano moventi politici)
- 1979 : Cher papa (Caro papà) de Dino Risi
- 1979 : Voyage avec Anita (Viaggio con Anita)

### Années 1980
- 1980 : Je suis photogénique (Sono fotogenico) de Dino Risi
- 1980 : Rosy la Bourrasque (Temporale Rosy) de Mario Monicelli
- 1980 : Les Séducteurs (Sunday Lovers)
- 1981 : Fantôme d'amour (Fantasma d'amore) de Dino Risi
- 1981 : Chambre d'hôtel (Camera d'albergo)
- 1981 : Conte de la folie ordinaire (Storie di ordinaria follia) de Marco Ferreri
- 1983 : Trenchcoat
- 1984 : Il était une fois en Amérique (Once Upon a Time in America) de Sergio Leone
- 1984 : Le futur est femme (Il Futuro è donna)
- 1986 : Ginger et Fred (Ginger e Fred) de Federico Fellini
- 1986 : Le Nom de la rose (Der Name der Rose) de Jean-Jacques Annaud
- 1987 : Intervista de Federico Fellini
- 1989 : Stradivari

### Années 1990
- 1990 : L'Africana de Margarethe von Trotta
- 1990 : La voce della luna de Federico Fellini
- 1991 : Le Dimanche de préférence (La Domenica specialmente)
- 1991 : Una storia semplice d'Emidio Greco
- 1992 : Lunes de fiel (Bitter Moon) de Roman Polanski
- 1993 : La Soif de l'or de Gérard Oury
- 1994 : La Jeune Fille et la Mort (Death and the Maiden) de Roman Polanski
- 1995 : Facciamo paradiso
- 1997 : La Vie silencieuse de Marianna Ucria (Marianna Ucrìa)
- 1997 : La vie est belle (La Vita è bella) de Roberto Benigni

## Note
1. ↑  « Tonino Delli Colli », sur IMDb (consulté le 3 août 2017)
2. ↑  (en-US) Brian Wingfield, « Tonino Delli Colli, Prolific Cinematographer, Dies at 81 », The New York Times,‎ 21 août 2005 (ISSN 0362-4331, lire en ligne, consulté le 3 août 2017)
3. ↑  Tonino Delli Colli, par Marc Salomon, dans La Lettre de l'AFC no 146, septembre 2005